# Marcus Insteius Bithynicus
Marcus Insteius Bithynicus war ein im 2. Jahrhundert n. Chr. lebender römischer Politiker.
Durch ein Militärdiplom ist belegt, dass Bithynicus 162 Suffektkonsul war; der Name seines Kollegen ist auf dem Diplom nicht erhalten.